# Alessandro Pandolfi
Alessandro Pandolfi (Castellammare Adriatico, 1887 – Pavia, 1953) è stato un pittore, incisore e ceramista italiano.
Studia dapprima a Pallanza, e poi frequenta l'Accademia di Belle Arti, in un primo tempo a Bologna, poi a Torino.
Si trasferisce a Varese dove si dedica all'insegnamento e alla pittura. 
Si avvicina poi anche all'arte dell'incisione silografica, tecnica che coltiverà per tutta la vita. Nel 1911 inizia a collaborare con le sue incisioni alla nuova rivista L'Eroica, nata a La Spezia proprio in quell'anno.
Intraprende anche l'attività di ceramista cogliendo subito riconoscimento per i suoi risultati.
Inizia anche ad esporre, sia in manifestazioni collettive, come la Mostra autunnale varesina del 1920, che in mostre personali a Varese, a Milano nel 1928 e nel 1932, a Torino nel 1936, a Gallarate nel 1939.
Nel dopoguerra espone ancora a Varese nel 1952. 
Muore in una clinica di Pavia nel 1953.